# Echilibrul terorii
| „Echilibrul terorii” („Balance of Terror”) Star Trek: Seria originală Primii Romulani din Star Trek | „Echilibrul terorii” („Balance of Terror”) Star Trek: Seria originală Primii Romulani din Star Trek                                |
| --------------------------------------------------------------------------------------------------- | --- |
| Episodul                                                                                            | 14 |
| Regia:                                                                                              | Vincent McEveety |
| Scenariul:                                                                                          | Paul Schneider |
| Premiera:                                                                                           | 15 decembrie 1966 |
| Distribuție:                                                                                        | Mark Lenard Lawrence Montaigne Paul Comi John Warburton Stephen Mines Barbara Baldavin Garry Walberg John Arndt Robert Chadwick \| |
| Durata:                                                                                             | 50 de minute |
| Precedat de:                                                                                        | The Conscience of the King |
| Urmat de:                                                                                           | „Shore Leave” |
| IMDb:                                                                                               | |

„Echilibrul terorii” este al 14-lea episod din Star Trek: Seria originală, sezonul I.
În acest episod apar primii romulani din universul Star Trek: Mark Lenard (stânga) și Lawrence Montaigne (dreapta) (vezi imaginea alăturată).
În timp ce investighează o serie de avanposturi distruse, Enterprise descoperă o navă romulană solitară dotată cu un dispozitiv de camuflaj. Aflăm că romulanii, niciodată văzuți de către oameni, seamănă vizual cu vulcanienii, ceea ce aruncă o umbră de îndoială asupra loialității d-lui Spock, atunci când cele două nave se angajează într-o urmărire spațială ca între șoarece și pisică. 